# Општина Шиштаровац (Арад)
Шиштаровац (рум. Şiştarovăţ) општина је у Румунији у округу Арад.
Oпштина се налази на надморској висини од 227 m.